# Sidney Prescott
Sidney Prescott är en fiktiv karaktär och huvudperson i filmserien Scream. Karaktären skapades av Kevin Williamson och porträtteras av den kanadensiska skådespelerskan Neve Campbell. Hon har sedan det första framträdandet i Scream år 1996 återkommit till nästan varje efterföljande film, förutom Scream VI, där hon bara får sitt namn omnämnt och syns via bilder/teckningar. Hennes karaktär framställs inledningsvis som ett offer, men växer senare fram till en hjältinna, som personligen konfronterar varje mördare och besegrar dem.
Huvudrollen som Sidney Prescott skulle från början ha spelats av Drew Barrymore, men under förberedelserna inför inspelningen av den första Scream-filmen, så kom Barrymore själv med förslaget att hon istället skulle spela rollen som Casey Becker, som blir mördad i öppningsscenen av filmen. Hon tyckte att det skulle överraska publiken rejält om en stor filmstjärna som hon dog tidigt i filmen, och det var även ett medvetet val för att chockera publiken och bryta mot skräckfilmskonventioner, där man förväntar sig att den mest kända skådespelaren överlever längst. I och med detta så fick Neve Campbell istället rollen som Sidney, vilket blev ett stort genombrott i hennes karriär, och gjorde henne till en av de mest älskade "final girlsen" i skräckfilmshistorien.

## Framträdanden

### Scream (1996)
När tittarna först möter Sidney Prescott (Neve Campbell), är hon en 17-årig tjej i småstaden Woodsboro. Hon bär på en tung sorg efter mordet på sin mamma, Maureen (Lynn McRee), som skedde ett år tidigare. Hennes vardag rämnar när hennes klasskamrater börjar mördas brutalt av en maskerad gärningsman (Ghostface), som bär en distinkt spöklik mask och har en minst lika distinkt spöklik röst, samt väljer att plåga sina offer via telefon.
Sidney tvingas möta sin största rädsla: Att vara nästa offer. Hon tvivlar på alla – till och med sin pojkvän Billy Loomis (Skeet Ulrich), som verkar dyka upp vid märkliga tillfällen. När morden kulminerar i ett våldsamt blodbad under en hemmafest, avslöjas sanningen: Billy och hans vän Stu Macher (Matthew Lillard) står bakom morden. De har ett personligt motiv – Billy vill hämnas för att Sidneys mor Maureen hade en affär med hans far Hank Loomis (C.W. Morgan) och "splittrade" hans familj.
Sidney förvandlas under kvällen från en rädd flicka till en iskall överlevare. Hon slåss för sitt liv och vinner. Hennes sista ord till Billy innan hon dödar honom, blir: "Not in my movie." (svensk översättning: "Inte i min film."),

### Scream 2 (1997)
Två år senare har Sidney börjat på college och försöker leva ett normalt liv m3n minnet av vad hon gått igenom gör sig påmint. Trots försöken att gå vidare kommer mardrömmen ikapp henne. En ny mördare klär sig i Ghostface-mask och börjar döda människor i Sidneys närhet. Det verkar som om morden följer ett mönster – som om någon försöker återskapa de ursprungliga händelserna.
Sidney är inte längre den naiva tonåringen. Hon är vaksam, försiktig, men inte kall. Hon vågar öppna sig för en ny pojkvän, Derek Feldman (Jerry O'Connell) – men osäkerheten tär på henne. Kan hon verkligen lita på någon?
I en dramatisk uppgörelse på en teaterscen avslöjas mördarna: Mickey Altieri (Timothy Olyphant), en mediestudent som vill bli berömd som seriemördare, och – mer chockerande – Billys mor, Debbie/Nancy Loomis (Laurie Metcalf), förklädd till reporter. Det är en vendetta – men också en cynisk lek med berömmelse och våld.
Sidney förlorar anhöriga igen. Men hon vägrar låta sig brytas. Hennes sista handling är att vägra ge mördaren det hon vill ha – rubriker och berömmelse.

### Scream 3 (2000)
Nu har Sidney helt dragit sig undan världen. Hon bor isolerad i norra Kalifornien, arbetar anonymt som telefonrådgivare för kvinnor i kris, och håller låg profil. Hon lever med säkerhetssystem och falskt namn – få vet var hon finns. Men när en ny mordvåg startar i Hollywood, under inspelningen av Stab 3 (en film baserad på hennes liv), blir hon återigen indragen.
Sidneys dras in i en härva av lögner, hemligheter och en familjehistoria hon aldrig anat. Hon får veta att hennes mor Maureen (under artistnamnet Rina Reynolds) var skådespelerska i Hollywood – och att hon fick ett barn där, ett barn som växte upp till att bli Roman Bridger (Scott Foley), regissören av Stab 3 – och mördaren.
Roman, hennes halvbror, bär på ett hat gentemot modern som övergav honom – och mot Sidney, som fick allt han inte fick. I ett våldsamt möte konfronterar Sidney både sin bror och sitt förflutna. Hon dödar honom, men inte i hat – snarare i självförsvar.
När filmen slutar, ser vi Sidney hemma, lugn, dörren öppen. För första gången på länge känner hon sig trygg. Hon har överlevt – igen – men viktigare än det: Hon har konfronterat sina rötter.

### Scream 4 (2011)
Ett decennium har gått. Sidney återvänder till Woodsboro som författare – hon har skrivit en bok om att ta kontroll över sitt trauma. Hon är självsäker, stark, och inte längre ett offer. Men mardrömmen är inte över. En ny Ghostface är lös – och allt tyder på att han eller hon är kopplad till Sidneys familj.
Sidney bor nu hos sin moster Kate Roberts (Mary McDonnell) och kusin Jill Roberts (Emma Roberts). Hon tror att hon återvänder för en boksignering, men snart blir det tydligt att hon än en gång är måltavlan. Morden är brutala – och följer mönstret från den första filmen. Det är som om någon försöker "reboota" skräckgenren i verkligheten.
Det stora sveket kommer när det avslöjas att det är Jill, hennes egen kusin, som ligger bakom allt. Jill vill bli den nya Sidney – den nya överlevaren, men utan att faktiskt överleva något. Hon vill ha berömmelse, likes, och rubriker.
Men hon räknade inte med att Sidney inte längre bara är ett offer. I ett kyligt ögonblick dödar Sidney sin kusin, samtidigt som hon säger: "You forgot the first rule of remakes, Jill: Don't fuck with the original" (svensk översättning: "Du glömde den första regeln för nyinspelningar, Jill: Jävlas inte med originalet").

### Scream (2022)
När nya mord skakar Woodsboro, lever Sidney ett stillsamt liv med sin familj. Hon har lämnat mardrömmen bakom sig – så gott det går – och byggt något stabilt. Men när vännen Dewey Riley (David Arquette) dör, är det som om den sista länken till det förflutna brister. Hon åker tillbaka trots att hon vet att hon inte behöve och att hon har något att förlora nu.
Sidney kliver nu in som mentor, men hon är fortfarande lika skarp och farlig när det gäller. Hon varnar de nya rollfigurerna – berättar för dem att mördarna alltid vill göra sitt eget "verk" av blod. Tillsammans med Gale Weathers (Courteney Cox) konfronterar hon de nya mördarna: Amber Freeman (Mikey Madison) och Richie Kirsch (Jack Quaid), två fans som vill skapa en "riktig" version av Stab-filmerna, eftersom de ogillar de senaste filmerna i serien.
Sidney dödar dem utan att tveka när hon måste.